# Tjörns visfestival
Tjörns visfestival hölls på Tjörn och arrangerades ursprungligen av Tjörns kommun i samarbete med Musik i Väst. Från 2005 arrangerades festivalen av Visans Vänner på Tjörn i juli månad. 
Visfestivalen lades ner i början på 1990-talet men återuppstod 2005 efter 12 års uppehåll. Den flyttades då från Ängeviken till Bräcke hembygdsgård. Allt arbete var då ideellt och omsättningen låg på cirka 100 000 kronor. Från år 2006 arrangerades istället festivalen på Billströmska folkhögskolan. Festivalen lades ned 2016.  